# 飯野ユウ
飯野 ユウ（いいの ユウ、10月3日 - ）は、日本の元声優。東京都出身。イエローテイル（ジュニア）に所属していた。2014年12月31日をもって引退した。

## 出演

### OVA
- 華ヤカ哉、我ガ一族 キネトグラフ（紅[2]）
- 純情少女エトセトラ 〜純情少女〜（倉餅このみ）

### ゲーム
2009年
- 俺がオマエを守る（シャルネ）
- 新大戦略バトルオブソルジャー（サラ・ユベール）
- 不確定世界の探偵紳士 〜悪行双麻の事件ファイル〜（田中沙也香）

2010年
- 戦国姫2〜百華、戦乱の辰風の如く〜嵐（結城晴朝）
- 戦国姫2〜百華、戦乱の辰風の如く〜炎（結城晴朝）
- 華ヤカ哉、我ガ一族（紅）

2011年
- 出撃!! 乙女たちの戦場2〜天翔ける衝撃の絆〜（ハイン[3]、友永ジュン[4]、内村知佳[5]、七瀬静香[6]、スロウス[7]）

2012年
- 戦極姫3〜天下を切り裂く光と影〜※PSP版（小島弥太郎、結城晴朝、三好政康、鈴木重秀）

2013年
- 古色迷宮輪舞曲〜La Roue de fortune〜（姫野美月[8]、姫野美星[9]）

2015年
- 百花繚乱エリクシル 〜Record Of Torenia Revival〜（カトレア・ムーンフラワー[10]）
- 恋愛リベンジ（浅桐 千里[11]）

2016年
- Strawberry Nauts（木曽川聡子）

### ドラマCD
- 収穫の十二月「秘湯の十月」（2012年、森野早苗[12]）

### パチンコ・パチスロ
- パチスロ・真田純勇士すぺしゃる（海野六郎）

### 吹き替え
- 三国志
- 大秦帝国
- ロマンチック・アイランド（サンドラ）